# 가와노 료스케
가와노 료스케(일본어: 河野 諒祐, 1994년 12월 24일 ~ )는 일본의 축구 선수이다.

## 구단 경력
그는 2013년부터 J리그의 쇼난 벨마레, 후쿠시마 유나이티드 FC, YSCC 요코하마, 미토 홀리호크, 파지아노 오카야마에서 뛰었다.